# Xã Eudora, Quận Douglas, Kansas
Xã Eudora (tiếng Anh: Eudora Township) là một xã thuộc quận Douglas, tiểu bang Kansas, Hoa Kỳ. Năm 2010, dân số của xã này là 7.441 người.